# Illustrierter Motorsport
Illustrierter Motorsport war eine Zeitschrift in der Deutschen Demokratischen Republik. Sie erschien von 1953 bis 1991.
Vorgänger der Zeitschrift war ab 1949 eine Motorsport-Beilage in der Zeitschrift Radsport-Express  beziehungsweise ab 1951 Illustrierter Radsport und Motorrennsport. Ab Dezember 1951 erschien die Beilage als eigenständige Zeitschrift unter dem Titel „Motorsport“. 1953 erfolgte dann die Umbenennung in „Illustrierter Motorsport“. Herausgegeben wurde sie als Fachblatt der Sektion Motorsport, dann als Organ des Präsidiums der Sektion Motorrennsport der Deutschen Demokratischen Republik und ab Heft 14/1957 als Organ des (neu gegründeten) Allgemeinen Deutschen Motorsport-Verbandes (der DDR) ADMV.
Die Zeitschrift erschien von 12/1951 bis 03/1952 monatlich, ab 04/1952 bis 1969 vierzehntäglich, danach wurde auf ein monatliches Erscheinen umgestellt. Ende 1991 ging der Illustrierte Motorsport in der Zeitschrift rallye racing auf.
Die Zeitschrift enthielt Berichte über Motorsportereignisse, Tabellen, Statistiken, Fahrzeug-Tests, Reparaturtipps und einen Anzeigenmarkt. Die Zeitschrift wurde vom Allgemeinen Deutscher Motorsport-Verband im Sportverlag Berlin herausgegeben. Der „Illustrierte Motorsport“ befasste sich hauptsächlich mit nationalen Motorsport-Ereignissen sowie den internationalen Rennen mit der Beteiligung von Fahrern aus der DDR. Die anderen internationalen Rennen (Formel 1, Motorrad-Weltmeisterschaft u. a.) wurden in den Anfangsjahren ausführlicher beschrieben, später dann nur noch kurz notiert.